# Trichoceraea semperi
Trichoceraea semperi is een vlinder van de familie van de grasmotten (Crambidae). De wetenschappelijke naam van deze soort is voor het eerst voorgesteld door Christian Johannes Amandus Sauber in een publicatie uit 1902.
De soort komt voor in de Filipijnen (Luzon).